# Uppsala arbetarekommun
Uppsala arbetarekommun är en lokal organisation inom Socialdemokraterna och fungerar som samlande enhet för partiets föreningar i [[Uppsala kommun}]]. Den organiserar politiskt arbete, medlemsengagemang och valarbete på lokal nivå. Arbetarekommunen väljer bland annat representanter till kommunfullmäktige och andra politiska organ samt utser ombud till partiets rikstäckande kongresser.
Uppsala arbetarekommun bildades år 1901 som en lokalorganisation för Sveriges socialdemokratiska arbetareparti (SAP). Arbetarekommunerna fungerade som partiets lokala basorganisationer med syftet att samordna och driva socialdemokratisk politik på orten. De hade en central roll i arbetarrörelsens organisering och blev viktiga arenor för både fackliga och politiska frågor.